# Дондогой, Цырендулма Цыреновна

Цырендулма Цыреновна Дондого́й(бур.  Дондогой Сэрэндулма; 1932—2008) — бурятская поэтесса, журналист, член Союза писателей СССР, член Союза журналистов СССР, Заслуженный работник культуры Бурятии и России.

## Биография
Родилась 21 декабря 1932 года в селе Сосновоозёрское Еравнинского района Бурят-Монгольской АССР. Свои первые стихи Цырендулма написала еще в 3-м классе. 
Окончила педагогическое училище в Улан-Удэ, работала учителем в улусе Аргада Курумканского района Бурятии. 
После учёбы в Бурятском государственном педагогическом институте имени Доржи Банзарова работала в школах улусов Исинга и Усть-Эгита родного района. 
В 1954 году Цырендулма начинает профессионально заниматься журналистикой. Работала в редакции газеты «Буряад үнэн». Была секретарем Международной ассоциации детских писателей монголоязычных народов.

### Творчество
Всерьёз литературным творчеством Цырендулма Дондогой начала заниматься еще в годы учебы педагогическом училище. Первая книга стихов «Песни бурятки» вышла на бурятском языке в 1962 году.
Ее перу принадлежат более 10 поэтических сборников: 
- «Эхэ тухай поэмэ» (Поэма о матери) (1966)
- «Эсэгэдээ бэшэг» (Письмо к отцу) (1969)
- «Патанханай бэшэг» (Рисунки Патанхана) (1972)
- «Уянгын дэбтэр» (Тетрадь лирики) (1975)
- «Лёнхобын дэльбэнүүд» (Лепестки лотоса) (1978)
- «Эхэнэрэй үреэл» (Благословление женщины) (1984)
- «Шулуудай тарни» (Заклинание камней) (1989)
- «Энээхэн ногоон дэлхэй дээрэ» (На этой зеленой земле) (2002)
- В русском переводе вышли сборники стихов и поэм «Песня о матери» (1973), «Я помню» (2004).

Кроме стихов Дондогой написала сборник прозы «Эдир наһандаа айлшалбаб» (В гостях у моей юности) (1971), получивший широкий отклик в прессе.
Перевела на бурятский язык книги русских, советских и иностранных классиков. Будучи студенткой вуза в 1960 году перевела поэмы Сергея Михалкова «Дядя Стёпа». Среди ее переводов такие произведения, как «Домик в Коломне» Пушкина, трагедия Шекспира «Гамлет», «Песнь о Гайавате» Лонгфелло, стихи Лермонтова, Ахматовой, Леси Украинки, Пабло Неруды, Д. Нацагдоржа, а также сборники поэм и сказок Маршака «Рассеянный с улицы Бассейной» («Матархай үлсын Мартамхай»). 
Также делала переводы со старомонгольского письма на бурятский язык.

## Награды и звания
- Орден Почета[2]
- Заслуженный работник культуры Бурятии
- Заслуженный работник культуры России
- Лауреат премии Союза журналистов Бурятии им. Ярослава Гашека